# Região Metropolitana de Luanda
Região Metropolitana de Luanda, também conhecida como Área Metropolitana de Luanda e Grande Luanda, é a única região metropolitana formalmente estabelecida de Angola, somando, em 2015, cerca de 4,5 milhões de habitantes. Reúne 8 municípios da província de Luanda em intenso processo de conurbação. O termo refere-se à extensão da cidade de Luanda, formando com seus municípios lindeiros uma mancha urbana conurbada e contínua.

## Histórico
Seu planejamento prévio de implantação esteve vinculado à reorganização administrativa provincial, em 1 de Setembro de 2011, tendo como marco a restauração do município de Luanda.
O primeiro instrumento legal foi o Plano Nacional de Desenvolvimento (PND), de 2013-2017. A partir dele foi criado, em 2014, uma Comissão Interministerial de Acompanhamento e Coordenação do Plano Director Geral de Luanda. Pelo Decreto Presidencial n.º 85/15 de 5 de maio de 2015 foi criado o Instituto de Planeamento e Gestão Urbana de Luanda, o arcabouço de gestão metropolitana.
A região metropolitana foi finalmente instituída na 9ª Sessão Ordinária do Conselho de Ministros, em 25 de novembro de 2015, no bojo do "Plano Director Geral Metropolitano de Luanda" (PDGML).

## Componentes
Copõem a Região Metropolitana de Luanda os seguintes municípios:
- Luanda
- Belas
- Cacuaco
- Cazenga
- Ícolo e Bengo
- Quilamba Quiaxi
- Talatona
- Viana

## Área de expansão metropolitana
Há um processo de conurbação ou expansão metropolitana em rumo ao município do Dande, na província do Bengo, seguindo em duas direções: ao norte até a Barra do Dande e ao nordeste até Caxito.